# Lodewijk Filips van Palts-Guttenberg
Lodewijk Filips (29 november 1577 - Heidelberg, 24 oktober 1601), uit het huis Palts-Veldenz, was van 1592 tot zijn dood heer van Guttenberg. Lodewijk Filips was de derde zoon van George Johan I van Palts-Veldenz en Anna Maria van Zweden. Na de dood van zijn vader in 1592 erfde Lodewijk Filips samen met zijn jongere broer George Johan II de heerlijkheid Guttenberg. Tot 1595 voerden zijn moeder en zijn oudere broer George Gustaaf het bewind over zijn gebieden.
De heerlijkheid Guttenberg was een condominium: het bestuur werd gedeeld tussen het huis Palts-Veldenz en het huis Palts-Zweibrücken. Lodewijk Filips bestuurde Guttenberg dus niet alleen samen met zijn jongere broer, maar ook met de hertog van Johan I van Palts-Zweibrücken.
Lodewijk Filips stierf op drieëntwintigjarige leeftijd, nadat hij een zware verwonding aan zijn ogen had opgelopen tijdens een toernooi. Waarschijnlijk werd hij bijgezet in de Heilige Geestkerk in Heidelberg.